# NGC 5758
NGC 5758 је елиптична галаксија у сазвежђу Волар која се налази на NGC листи објеката дубоког неба.
Деклинација објекта је + 13° 40' 4" а ректасцензија 14h 47m 2,1s. Привидна величина (магнитуда) објекта NGC 5758 износи 14,0 а фотографска магнитуда 15,0. NGC 5758 је још познат и под ознакама UGC 9524, MCG 2-38-11, CGCG 76-39, PGC 52787.